# Валецкий, Генрик
Максимилиа́н Ге́нрик Хо́рвиц (Горвиц, пол. Maksymilian Henryk Horwitz, более известный под партийным псевдонимом Ге́нрик Вале́цкий пол. Henryk Walecki, также Максимилиан Густавович Валецкий; 27 августа (6 сентября) 1872, Варшава, Царство Польское, Российская Империя, ныне Польша — 20 сентября 1937, Москва, СССР, ныне Россия) — деятель польского и международного коммунистического движения. Доктор философии.

## Биография
В 1898 году окончил физико-математический факультет Гентского университета.
С 1895 года член Бельгийской рабочей партии, член Заграничного союза польских социалистов. В 1898 возвращается в Варшаву, где вёл пропагандистскую работу среди еврейских рабочих.
В 1899 году подвергнут аресту и заключению, в котором перевёл книгу Анри Пуанкаре «Наука и гипотеза». Сослан в Сибирь, откуда бежал.
В 1902—1905 годах — в Швейцарии. В 1904 году член польской делегации на конгрессе Второго интернационала в Амстердаме. Участник событий 1905—1907 годов. В 1905 году, находясь снова в заключении, написал брошюру «О еврейском вопросе».
В 1906—1918 годах — в руководстве Польской социалистической партии — левицы.

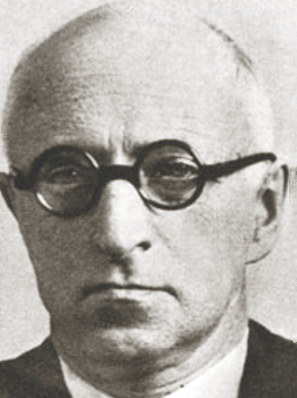
Г. Валецкий в зрелые годы

В 1907—1914 годах находился в Вене, где работал в нескольких польских журналах.
В 1915—1918 годах — снова в Швейцарии. В 1918 году один из организаторов Коммунистической партии Польши (КПП).
В 1918—1925 годах (с перерывом в 1919—1923) член ЦК КПП.
В 1921—1925 годах — представитель КПП в Коминтерне. В 1922 году — член Президиума Коминтерна.
В 1922 году по заданию Коминтерна направлен в США, а в 1923 году — в Германию.
С 1923 года — в аппарате Коминтерна. С 1935 года — член исполкома Коминтерна.

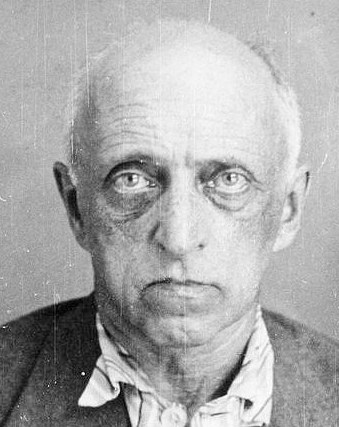
Тюремная фотография, 1937

В 1935—1937 годах редактор журнала «Коммунистический Интернационал». В 1925 году переведён из членов КПП в члены ВКП(б), с сохранением стажа с 1905 года.
Во время Большой чистки он был арестован 21 июня 1937 года НКВД и был казнен 20 сентября 1937 года. Реабилитирован после 20-го съезда Коммунистической партии Советского Союза.

## Семья
Дочь Катажина (Кася) Бельская была замужем за теплоэнергетиком Ж. Л. Танером-Таненбаумом. Сын — Пётр Максимилианович Валецкий, химик-органик.